# Stazione di Subbiano
La stazione di Subbiano è la stazione ferroviaria di Subbiano, in provincia di Arezzo. Si trova lungo la ferrovia Arezzo-Stia, gestita da La Ferroviaria Italiana (LFI).
Ricade nel territorio comunale di Capolona.